# Edward Bouverie Pusey
Edward Bouverie Pusey (Pusey, 22 agosto 1800 – Oxford, 16 settembre 1882) è stato un presbitero e docente britannico anglicano, per più di cinquant'anni Regio professore d'ebraico ad Oxford al Christ Church. Fu uno dei principali promotori del Movimento di Oxford e, dopo l'esaurimento di quest'ultimo, dell'anglo-cattolicesimo.

## Biografia

### Giovinezza
Pusey nacque nel villaggio di Pusey, nell'Oxfordshire. Suo padre era Philip Bouverie, un figlio cadetto di Jacob des Bouverie, primo Visconte Folkestone; egli adottò il nome di Pusey per essere succeduto lì nelle proprietà signorili. Philip Pusey era suo fratello; sua sorella Charlotte si sposò con Richard Lynch Cotton.

Come prima educazione, Pusey frequentò la scuola del Reverendo Richard Roberts in Mitcham. Poi frequentò il College di Eton, dove ebbe come docente Thomas Carter, padre di Thomas Thellusson Carteer. Per l'ammissione universitaria egli fu seguito per un po' da Edward Maltby. Pusey divenne, nel 1819, uno studente senza borsa di studio al college dI Christ Church di Oxford, dove Thomas Vowler Short fu il suo tutor. Si laureò durante il 1822 coi massimi voti.

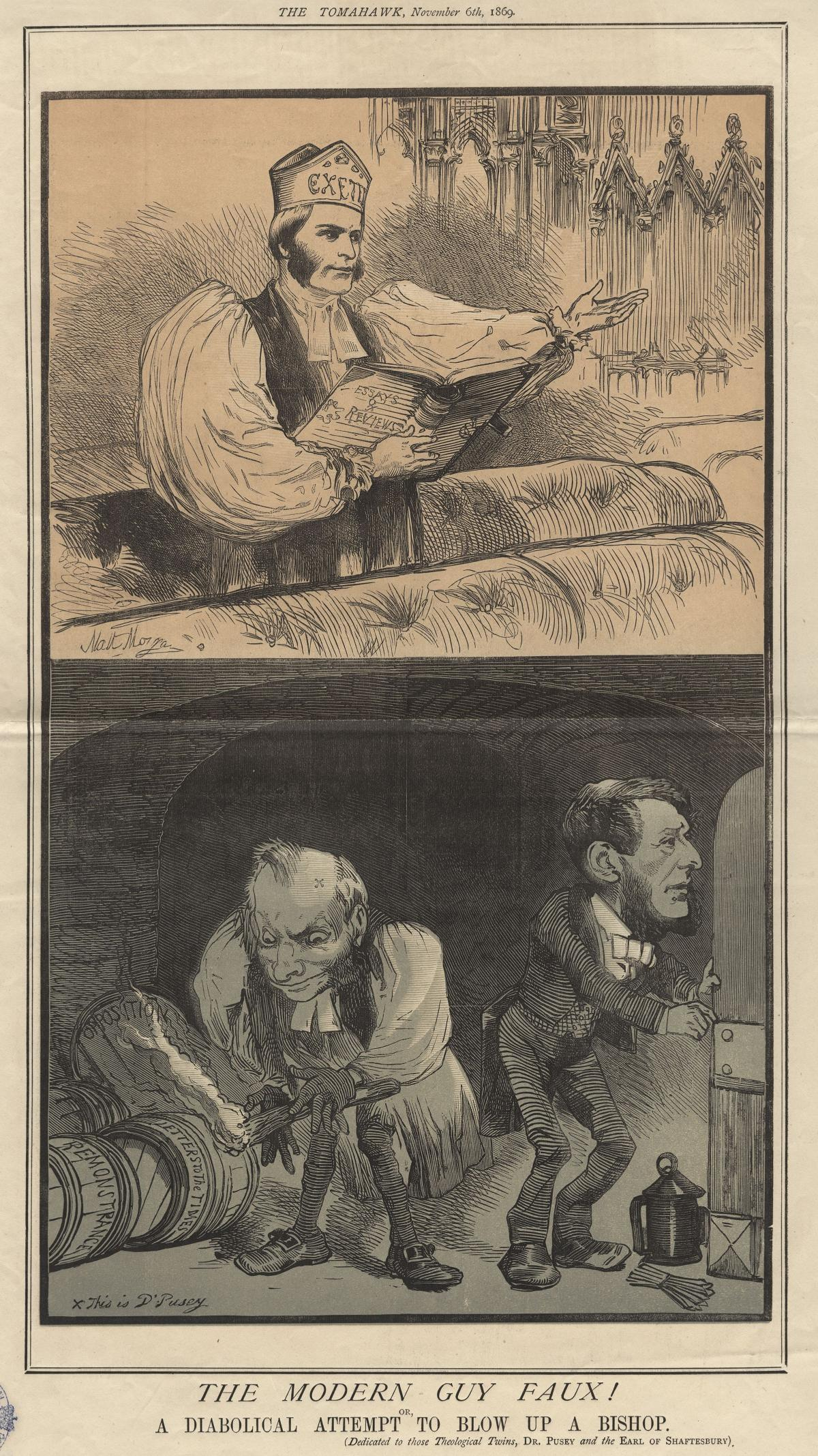
1869, disegno di Matt Somerville Morgan raffigurante Frederick Temple (all'epoca Vescovo di Exeter), sopra; Pusey e Anthony Ashley-Cooper, settimo conte di Shaftesbury, sotto.

### Fellowe professore
Nel 1823 Pusey fu eletto in un concorso ad un posto nel fellowship dell'Oriel College. John Henry Newman e John Keble erano già dei fellows in quel college. Tra il 1825 e il 1827, Pusey studiò lingue orientali e teologia tedesca all'Università di Gottinga. Un'affermazione secondo cui, durante gli anni 1820, solo due docenti di Oxford conoscevano il tedesco, essendo uno Edward Cardwell, com'era avanzato da Henry Liddon; ma non era ben informato, dato che Alexander Nicoll, ignorato da Liddon, corrispondeva in tedesco (A claim that, during the 1820s, only two Oxford academics knew German, one being Edward Cardwell, was advanced by Henry Liddon; but was not well evidenced, given that Alexander Nicoll, ignored by Liddon, corresponded in German.).
Durante il 1823 a Pusey furono somministrati gli ordini sacri, e si sposò presto in seguito. Le sue opinioni erano state influenzate dalle tendenze tedesche in teologia. Quell'anno, inoltre, il Duca di Wellington, come primo ministro, nominò Pusey quale Oxford Regius Professor of Hebrew, con l'associato canonicato di Christ Church.

### Il Movimento di Oxford
A partire dalla fine del 1833, Pusey divenne un simpatizzante con gli autori dei Tracts for the Times. Egli pubblicò il Tract XVIII, riguardante il digiuno (Thoughts on the Benefits of the System of Fasting. Enjoined by our Church, alla fine del 1833, aggiungendo le sue iniziali (fin quando poi i tracts divennero anonimi): «però credo che non si associasse completamente al Movimento fino al 1835-1836, quando pubblicò il Tract sul battesimo e iniziò la "Biblioteca Patristica"», ebbe però a dire Newman riguardo a lui.
Quando John Henry Newman lasciò la Chiesa d'Inghilterra per quella Cattolica Romana intorno al 1841, Pusey divenne il principale promotore dell'Oxfordianism, con un migliore accesso ai funzionari religiosi rispetto a John Keble con la sua parrocchia rurale. Ma Pusey stesso era un vedovo, avendo perso sua moglie nel 1839, e fu affetto da un grande dolore personale. L'Oxfordianism fu conosciuto popolarmente come Puseyism e i suoi aderenti come Puseyites. Quando Pusey predicava nella sua università, alcune occasioni indicavano piani differenti per la filosofia della High Church che egli promuoveva. La pratica della confessione nella Chiesa d'Inghilterra praticamente inizia dai suoi due sermoni su The Entire Absolution of the Penitent, durante il 1846, che entrambi rinverdivano la dottrina alto-sacramentale e sostenevano il ritorno del sistema penitenziale che i teologi medievali avevano elaborato. Il sermone del 1853 su The Presence of Christ in the Holy Eucharist, per primo formulò la dottrina che divenne largamente la base per la teologia dei suoi seguaci, e trasformò le pratiche di devozione anglicana.

### Polemista

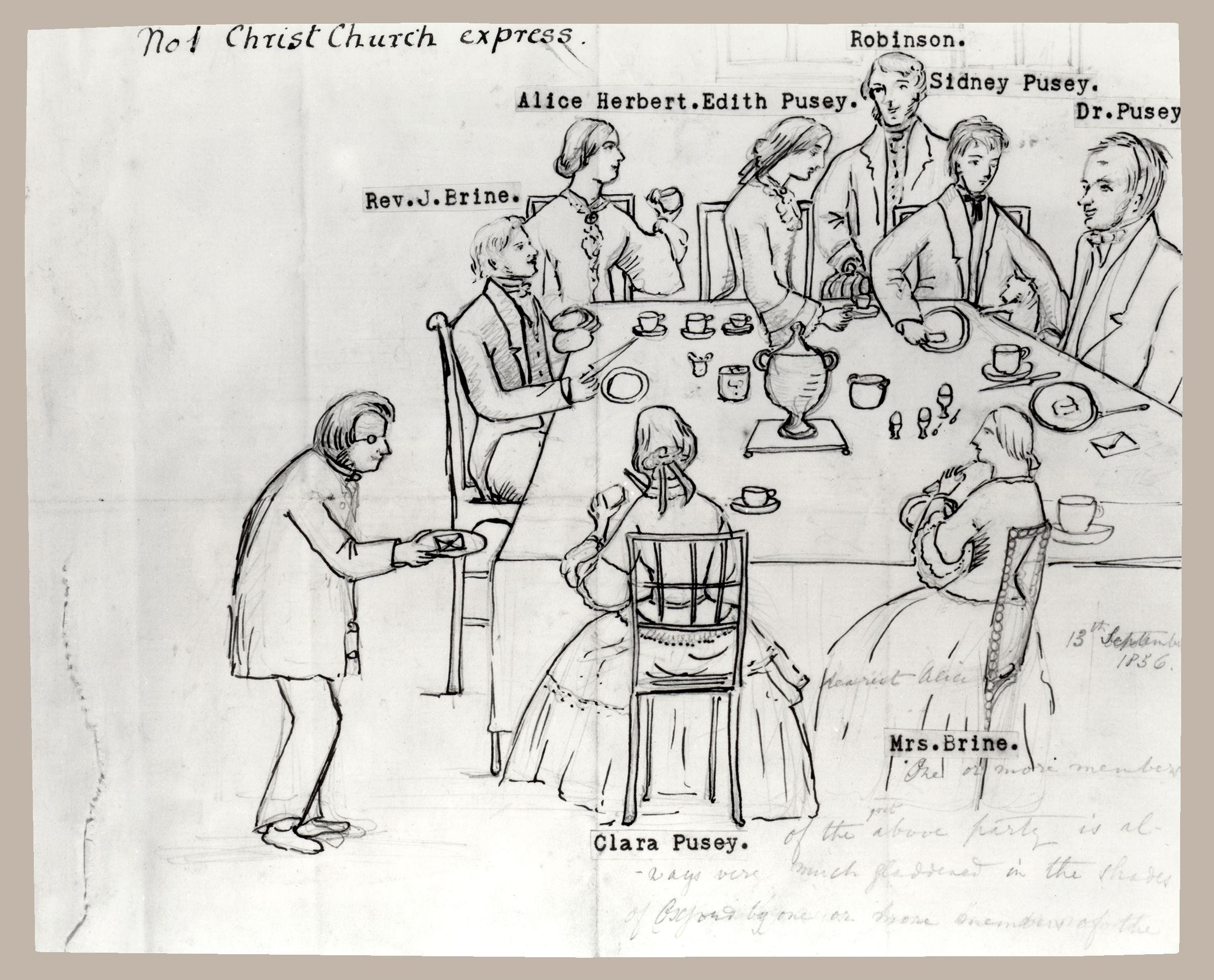
Dr. Pusey con la sua famiglia a colazione, di Clara Pusey, c. 1856.

Pusey studiò la Chiesa dei Padri, e i teologi carolini (Caroline Divines) che rinverdirono le tradizioni dell'insegnamento pre-riformista. Il suo sermone all'università durante il maggio 1843, The Holy Eucharist, a Comfort to the Penitent gli sanzionò la sospoensione dalla predicazione per due anni. Il sermone condannato presto vendette 18 000 copie.
Pusey fu coinvolto in dispute teologiche e accademiche, occupato con articoli, lettere, trattati e sermoni. Fu coinvolto nella Gorham controversy del 1850, nella questione riguardante la riforma di Oxford nel 1854, nella prosecuzione di alcuni degli scrittori di Essays and Reviews, in special modo con Benjamin Jowett nel 1863, e nella questione sulla riforma delle leggi del matrimonio dal 1849 fino alla fine della sua vita. Rivivificando la dottrina della Presenza Reale, Pusey contribuì ad incrementare il ritualismo nella Chiesa d'Inghilterra. Tuttavia aveva poca simpatia con i ritualisti, e protestò contro di essi in una parte di un sermone universitario del 1859. Giunse a difendere coloro i quali furono accusati di violare la legge con le loro pratiche di rituale; ma i Ritualisti ignorarono largamente i Puseyites.

### Ultimi anni ed eredità
Pusey curò la Library of the Fathers, una serie di traduzioni dell'opera dei Padri della Chiesa. Tra i traduttori ci fu un suo contemporaneo al Christ Church, Charles Dodgson. Egli inoltre venne incontro e assistette il figlio di Dodgson, Lewis Carroll, quando giunse al Christ Church. Quando Carroll si addolorò della morte di sua moglie, Pusey gli scrisse:
Non un grande oratore, Pusey attirò l'attenzione con la sua serietà. La sua maggiore influenza era come predicatore e consigliere spirituale, per cui la sua corrispondenza era enorme. Nella vita privata i suoi costumi erano semplici, quasi austeri. Aveva pochi amici personali, e raramente si mischiava nella società generale; benché duro con gli oppositori, era gentile con chi lo conosceva, ed elargiva gratuitamente carità. La sua principale caratteristica era la capacità per il lavoro dettagliato.
Dal 1880 Pusey fu visto solo da poche persone. La sua forza gradualmente scemò, e morì il 16 settembre 1882 dopo una breve malattia. Fu sepolto ad Oxford nella cattedrale di cui egli era stato per quarantaquattro anni canonico. In sua memoria i suoi amici i suoi amici acquistarono la sua libreria, e comprarono per essa una casa ad Oxford, ora la Pusey House. Fu dotata con fondi per i bibliotecari, che dovevano perpetuare nell'università i principi di Pusey.

## Opere

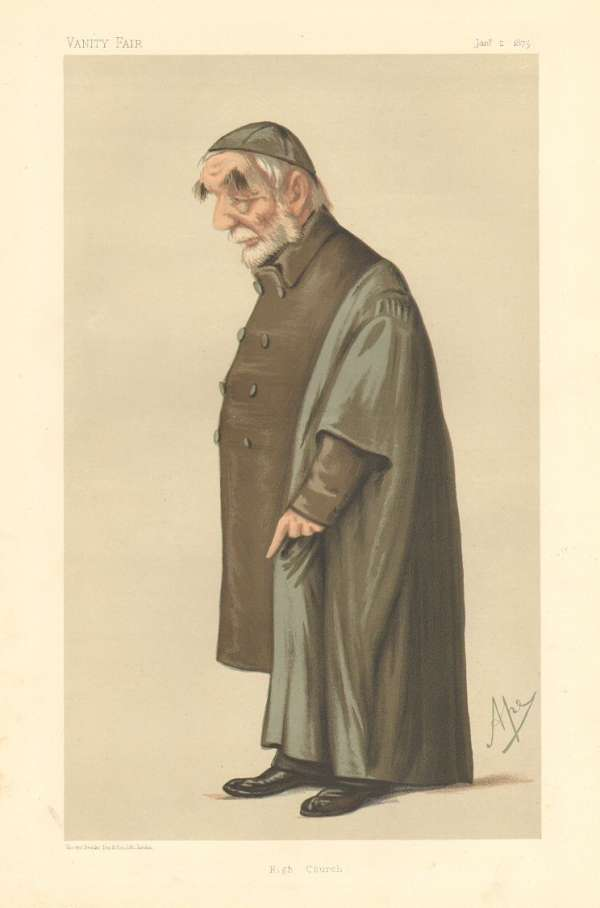
Vanity Fair, caricatura di Pusey, 1875.

La prima opera di Pusey, An Historical Enquiri Into the Probable Causes of the Rationalist Character Lately Predominant in the Theology of Germany del 1828, fu una risposta alle letture tenute a Cambridge da Hugh James Rosesulle tendenze razionaliste nella teologia tedesca. Lo State of Protestantism in Germany Described di Rose era stato definito "troppo semplificata e polemica", e Pusey era stato incoraggiato dagli amici tedeschi a rispondere. Pusey mostrò simpatia verso i Pietisti; incompreso, lui stesso fu accusato di avere opinioni razionaliste. Durante il 1830 egli pubblicò la seconda parte dell'Historical Enquiry.
Le altre opere principali di Pusey furono:
- due libri sull'Eucaristia, The Doctrine of the Real Presence (1855) e The Real Presence... the Doctrine of the English Church (1857)
- Daniel the Prophet, supportando la tradizionale data storica di quel libro;
- The Minor Prophets, with Commentary, il suo principale contributo come professore di ebraico;
- the Eirenicon, un tentativo di trovare una base di unione tra la Chiesa d'Inghilterra e la Chiesa Cattolica Romana;
- What is of Faith as to Everlasting Punishment: In Reply to Dr. Farrar's Challenge in His "Eternal Hope", 1879 (1881), nella controversia sulla punizione eterna nell'Eternal Hope (1878) di Frederic William Farrar[8].

Christus consolator (1883) fu pubblicato dopo la sua morte, a cura del suo figlioccio e amico George Edward Jelf.

## Venerazione
La Chiesa anglicana ricorda Pusey ogni anno con un giorno di festa nell'anniversario della sua morte; la Chiesa episcopale trasporta la sua memoria sul calendario liturgico al 18 settembre.

## Famiglia
Pusey si sposò nel 1828 con Maria Catherine Barker (1801–1839), figlia di Raymond Barker di Fairford Park; ebbero un figlio e tre figlie. Suo figlio, Philip Edward (1830-1880), curò un'edizione dei commenti sui profeti minori di Cirillo di Alessandria.